# KECゼミナール
KECゼミナールは奈良県を本拠とする、小中向け学習塾。運営会社は株式会社ケーイーシー。本部は奈良県生駒市に所在する。なお本稿では便宜上、KEC志学館ゼミナール、KEC個別・KEC志学館個別、志学館予備校、やまと西大寺KEC保育園についても触れる。なお、大阪府枚方市を拠点とするKEC教育グループとは無関係である。

## 概要
1977年創立（法人化は1982年）。KECゼミナールは主に奈良県北部で教室数を増やした。企業理念に「人間大事の教育」を据え、「子どもたちの10年・20年先にも続く自信を育てる」を教育コンセプトに詰め込み指導ではない、子どもたちの自主性や人間力を磨くことでの成績向上、受験合格を目指す指導を掲げている。2016年に奈良県南部に拠点を持っていた株式会社アンドリュー（志学館）と経営統合し、奈良県発祥の学習塾である。

合格実績は、奈良女子大学附属中等教育学校や、大阪教育大学附属天王寺中学校などへの合格者数を数々排出し、2021年度国立大学附属中学合計合格者数が関西No.1へとなった。
また、奈良学園中学校や、奈良学園登美ヶ丘中学校の奈良学園系統の合格者が、2021年に100人を超えた。

## 沿革
- 1977年 - 奈良県生駒市に学習塾「KEC進学道場」を創業。
- 1981年 - 西大寺教室開校。
- 1982年 - 「株式会社ケーイーシー」として、法人経営となる。
- 1983年 - 「KECゼミナール」と名称を変更。
- 1981年 - 郡山教室開校。
- 1985年 - 奈良教室開校。
- 1989年 - 桜井教室開校。
- 1992年 - 高の原教室開校。
- 1993年 - 学園前教室開校。
- 1994年 - 個別指導（現KEC個別）開設　個別生駒教室・平城（現高の原）教室開校
- 1995年 - 個別西大寺教室開校。
- 1996年 - 個別奈良教室開校。
- 1998年 - 香芝教室（現五位堂教室）開校。
- 2001年 - 個別学園前教室開校。
- 2003年 - 個別五位堂教室開校。
- 2005年 - 田原本教室（ゼミ・個別）開校。
- 2011年 - 王寺教室（ゼミ・個別）開校。
- 2013年 - 個別登美ヶ丘教室開校。
- 2014年 - 個別高田市駅教室開校。
- 2015年 - 初の海外進出　ホーチミン校開校。
- 2016年 - 株式会社アンドリュー（志学館）と経営統合。世界初の「企業結婚式」を実施。.KEC志学館4部門増設（KEC志学館ゼミナール、KEC志学館個別、志学館予備校、KEC志学館manavi）。
- 2017年 - 天王寺教室開校。
- 2018年 - プログラミング教室　プロクラ生駒校開校　やまと西大寺KEC保育園開園。
- 2019年 - KEC個別天理教室開校　KECゼミナール木津南教室開校。
- 2020年 - KEC学びキッズ木津南校開校
- 2021年 - 株式会社東進サテライトと株式譲渡契約を締結。これに伴い東進衛星予備校の校舎が９校へと増加。KEC個別筒井教室開校、KEC個別木津南教室開校。

- 2022年 - ぴっくり通りに、KECゼミナール生駒教室第二教室を開校し、プロクラ生駒校が移転。
- 2023年 - 京田辺教室開校

## 校舎
- KECゼミナール
  - 生駒教室
  - 学園前教室
  - 西大寺教室
  - 高の原教室
  - 奈良教室
  - 木津南教室
  - 京田辺教室
  - 郡山教室
  - 田原本教室
  - 桜井教室
  - 五位堂教室
  - 王寺教室
  - 天王寺教室
- KEC志学館ゼミナール
  - 神宮教室
  - 八木教室
  - 高田教室
- KEC個別・KEC志学館個別
  - 生駒教室
  - 学園前教室
  - 西大寺教室
  - 奈良教室
  - 高の原教室
  - 郡山教室
  - 筒井教室
  - 田原本教室
  - 桜井教室
  - 五位堂教室
  - 王寺教室
  - 登美ヶ丘教室
  - 天理教室
  - 神宮教室
  - 八木教室
  - 高田市駅教室
  - 天王寺教室
- 志学館予備校
  - 神宮教室
  - 高田教室
- 東進衛星予備校
  - 近鉄八尾駅前校
  - 河内松原駅前校
  - 橿原神宮前校
  - 高の原駅前校
  - 近鉄郡山駅前校
  - 五位堂駅前校
  - 高田市駅前校
  - 八木畝傍校
  - JR奈良駅前校
- やまと西大寺KEC保育園